# Evgenij Belov
Evgenij Nikolaevič Belov (in russo Евгений Николаевич Белов?; 7 agosto 1990) è un fondista russo.

## Biografia
In Coppa del Mondo ha esordito il 20 novembre 2010 a Gällivare (30°), ha ottenuto il primo podio il giorno successivo nella medesima località (3°) e la prima vittoria il 6 febbraio 2011 a Rybinsk.
In carriera ha preso parte a un'edizione dei Giochi olimpici invernali, Soči 2014 (25° nella 15 km, 18º nello skiathlon), e a cinque dei Campionati mondiali, vincendo la medaglia di bronzo in staffetta a Val di Fiemme 2013.
Nell'ambito delle inchieste sul doping di Stato in Russia, il 1º novembre 2017 il Comitato Olimpico Internazionale ha accertato una violazione delle normative antidoping da parte di Belov in occasione delle Olimpiadi di Soči, annullando conseguentemente i risultati ottenuti e proibendogli di partecipare a future edizioni dei Giochi olimpici. Conseguentemente, anche la Federazione Internazionale Sci ha aperto un'inchiesta sulla posizione di Belov, escludendolo dalle competizioni a partire dal 30 novembre. Il 1º febbraio 2018 il Tribunale Arbitrale dello Sport ha però accolto il ricorso presentato da Belov contro tale decisione; conseguentemente, anche la Federazione Internazionale Sci ha revocato la propria sospensione.

## Palmarès

### Mondiali
- 1 medaglia:
  - 1 bronzo (staffetta a Val di Fiemme 2013)

### Mondiali juniores
- 3 medaglie:
  - 3 argenti (10 km, staffetta a Hinterzarten 2010 e sprint a tecnica classica a Liberec 2013)

### Coppa del Mondo
- Miglior piazzamento in classifica generale: 5º nel 2015
- 13 podi (4 individuali, 9 a squadre):
  - 4 vittorie (1 individuale, 3 a squadre)
  - 8 secondi posti (3 individuali, 5 a squadre)
  - 1 terzo posto (a squadre)

#### Coppa del Mondo - vittorie
| Data             | Località    | Nazione  | Spec.                                                               |
| ---------------- | ----------- | -------- | ------------------------------------------------------------------- |
| 6 febbraio 2011  | Rybinsk     | Russia   | 4x10 km (con Maksim Vylegžanin, Pëtr Sedov e Aleksandr Legkov)      |
| 16 dicembre 2018 | Davos       | Svizzera | 15 km TL                                                            |
| 27 gennaio 2019  | Ulricehamn  | Svezia   | 4x7,5 km (con Aleksandr Bessmertnych, Denis Spicov e Artëm Mal'cev) |
| 8 dicembre 2019  | Lillehammer | Norvegia | 4x7,5 km (con Ivan Jakimuškin, Il'ja Poroškin e Sergej Ustjugov)    |

#### Coppa del Mondo - competizioni intermedie
- 4 podi di tappa:
  - 2 secondi posti
  - 2 terzi posti